# 畔柳和代
畔柳 和代（くろやなぎ かずよ、1967年4月 - ）は、日本のアメリカ・英語圏文学者、翻訳家、東京科学大学教授。
雙葉高等学校卒、1990年東京大学教養学部教養学科アメリカ分科卒業、1998年同大学院博士課程単位取得満期退学。東京医科歯科大学教養部専任講師、助教授、2007年准教授、2010年教授。

## 翻訳
- 『殺人の詩学』（アマンダ・クロス、三省堂） 1996
- 『小説・恋愛をめぐる24の省察』（アラン・ド・ボトン、白水社） 1998
- 『いまどきの老人』（柴田元幸編・共訳、朝日新聞社） 1998
- 『ルル・オン・ザ・ブリッジ』（ポール・オースター、新潮文庫） 1998
- 『プルーストによる人生改善法』（アラン・ド・ボトン、白水社） 1999
- 『むずかしい愛 現代英米愛の小説集』（柴田元幸編・共訳、朝日新聞社） 1999
- 『空腹の技法』（ポール・オースター、柴田元幸共訳、新潮社） 2000、のち新潮文庫
- 『ナショナル・ストーリー・プロジェクト』（ポール・オースター編、柴田元幸 / 岸本佐知子 / 前山佳朱彦 / 山崎暁子共訳、アルク） 2005
- 『ぼろ着のディック』（ホレイショ・アルジャー、松柏社、アメリカ古典大衆小説コレクション)　2006
- 『ポール・オースターが朗読するナショナル・ストーリー・プロジェクト2 (動物 / 物 / 家族篇)』（柴田元幸共訳、アルク） 2006
- 『ポール・オースターが朗読するナショナル・ストーリー・プロジェクト4 (戦争 / 愛篇) 』（山崎暁子共訳、アルク） 2006
- 『ハルキ・ムラカミと言葉の音楽』（ジェイ・ルービン、新潮社） 2006
- 『すべての終わりの始まり』（キャロル・エムシュウィラー、国書刊行会、短篇小説の快楽） 2007
- 『リラ、遥かなる愛の旅路』（フランシス・オズボーン、ウェッジ） 2008
- 『カルメン・ドッグ』（キャロル・エムシュウィラー、河出書房新社） 2008
- 『マン・オン・ワイヤー』（フィリップ・プティ、白揚社） 2009
- 『オリクスとクレイク』（マーガレット・アトウッド、早川書房） 2010
- 『古代の遺物』（ジョン・クロウリー、浅倉久志 / 大森望 / 柴田元幸共訳、国書刊行会、未来の文学）　2014
- 『小公女』（フランシス・ホジソン・バーネット、新潮文庫） 2014
- 『秘密の花園』（フランシス・ホジソン・バーネット、新潮文庫） 2016
- 『続・あしながおじさん』（ジーン・ウェブスター、新潮文庫） 2017